# یوخنوو
یوخنوو (به لاتین: Yukhnevo) یک منطقهٔ مسکونی در روسیه است که در استان آرخانگلسک واقع شده‌است.